# Класико де Авелянеда
Класико де Авелянеда (на испански: Clássico de Avellaneda) е името на дербито в гр. Авелянеда, Аржентина между футболните отбори „Индепендиенте“ и „Расинг“. Названието в превод означава Дерби на Авелянеда.
Дербито е второто по значение в страната след Суперкласико между „Бока Хуниорс“ и „Ривър Плейт“ в столицата Буенос Айрес.

## История
Индепендиенте и Расинг са съответно на трето и четвърто място по спечелени шампионатни титли, както и по популярност (според някои статистики). Това е една от причините за враждата между двата отбора. Сред другите е любопитният факт, че стадионите им се намират на около 400 метра един от друг.
Първата среща между двата отбора е в аматьорската ера на аржентинския футбол – на 9 юни 1907 г. Индепендиенте хечели с 3:2. Расинг печели първия мач на професионално ниво през 1931 г. с 4:1.
В аматьорската ера Расинг е най-успешният аржентински отбор от всички съществуващи до момента с девет титли (Алумни има 10, но през 1913 г. е разформирован), докато Индепендиенте печели само две. Успехите на Расинг продължават до 50-те години на 20 век, когато става първият отбор в професионалната ера, спечелил три поредни титли (1949 - 1951). През 1967 г. Расинг става първият аржентински отбор, който печели Междуконтиненталната купа, но това е последната титла на отбора за дълъг период от време.
След това в доминиращ отбор се превръща Индепендиенте – първият аржентински отбор, спечелил Копа Либертадорес (1964). Между 1972 и 1974 г. Отборът печели същата купа в четири поредни турнира, а през 1984 г., когато я печели за рекорден седми път, получава прозвището Крал на купите. След 35-годишна суша, през 2001 г., Расинг печели първенството Апертура. За последно титла от първенството печели Индепендиенте – Апертура през 2001 г.

## Насилие
Дербито на Авелянеда понякога е белязвано и от насилие, както на терена, така и по трибуните. Мачът на 26 ноември 1961 г. е прекъснат за шест минути заради бой между футболистите, а съдията показва червени играчи на по четирима играчи от всеки отбор. На 13 август 2006 г. гостуващите фенове на Расинг започват да се бият с полицията и мачът е прекратен в 64-тата минута при резултат 2:0 за Индепендиенте. Дисциплинарната комисия взима решение мачът да не се доиграва или преиграва - каквито дотогава са били случаите с прекратени мачове.

## Статистика
Най-голямата победа на Индепендиенте е на 3 ноември 1940 г. - 7:0. Най-голямата победа на Расинг е на 31 май 1931 г. – 7:4.
|                            | Мачове | Индепендиенте | Равенства | 0Расинг0 |
| Примера дивисион Аржентина | 171    | 64            | 61        | 46       |
| Аматьорска първа дивизия   | 18     | 8             | 2         | 8        |
| Аматьорска втора дивизия   | 11     | 6             | 0         | 5        |
| Местни купи                | 3      | 0             | 1         | 2        |
| Международни турнири       | 2      | 0             | 1         | 1        |
| Общо                       | 205    | 78            | 65        | 62       |

1. ↑  Se dio por terminado el clásico de Avellaneda //    Архивиран от оригинала на 2011-07-07. Посетен на 2009-01-11.